# Tel Aviv Convention Center

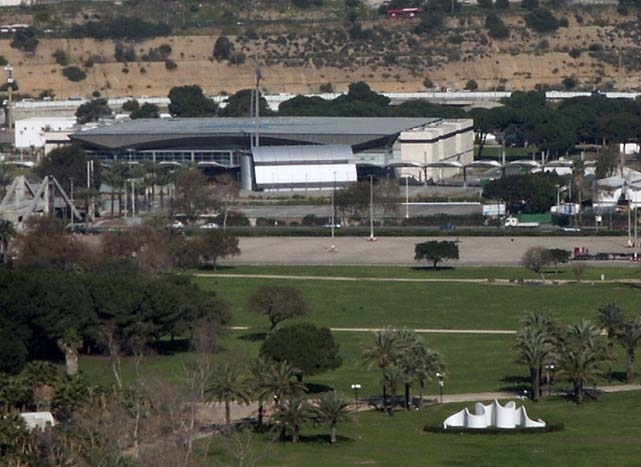
Messegelände

Die Expo Tel Aviv (אֶקְסְפּוֹ תֵּל אָבִיב; früher in hebräisch מֶרְכַּז הַיְּרִידִים וְהַקּוֹנְגְּרֵסִים בְּיִשְׂרָאֵל Merkaz ha-Jərīdīm wə-ha-Qōngressīm bə-Jisra'el, deutsch ‚Zentrum der Messen und Kongresse in Israel‘; englisch Israel Trade Fairs & Convention Center), im Volksmund als „Ausstellungsgärten“ (גַּנֵּי הַתַּעֳרוּכָה Gannei ha-Taʿarūchah) bekannt, ist ein Messe- und Kongresszentrum im Norden von Tel Aviv, Israel mit Zugang zum angrenzenden Bahnhof Tel Aviv Universita - Merkaz Jeridim an der Hauptlinie der israelischen Eisenbahnen.

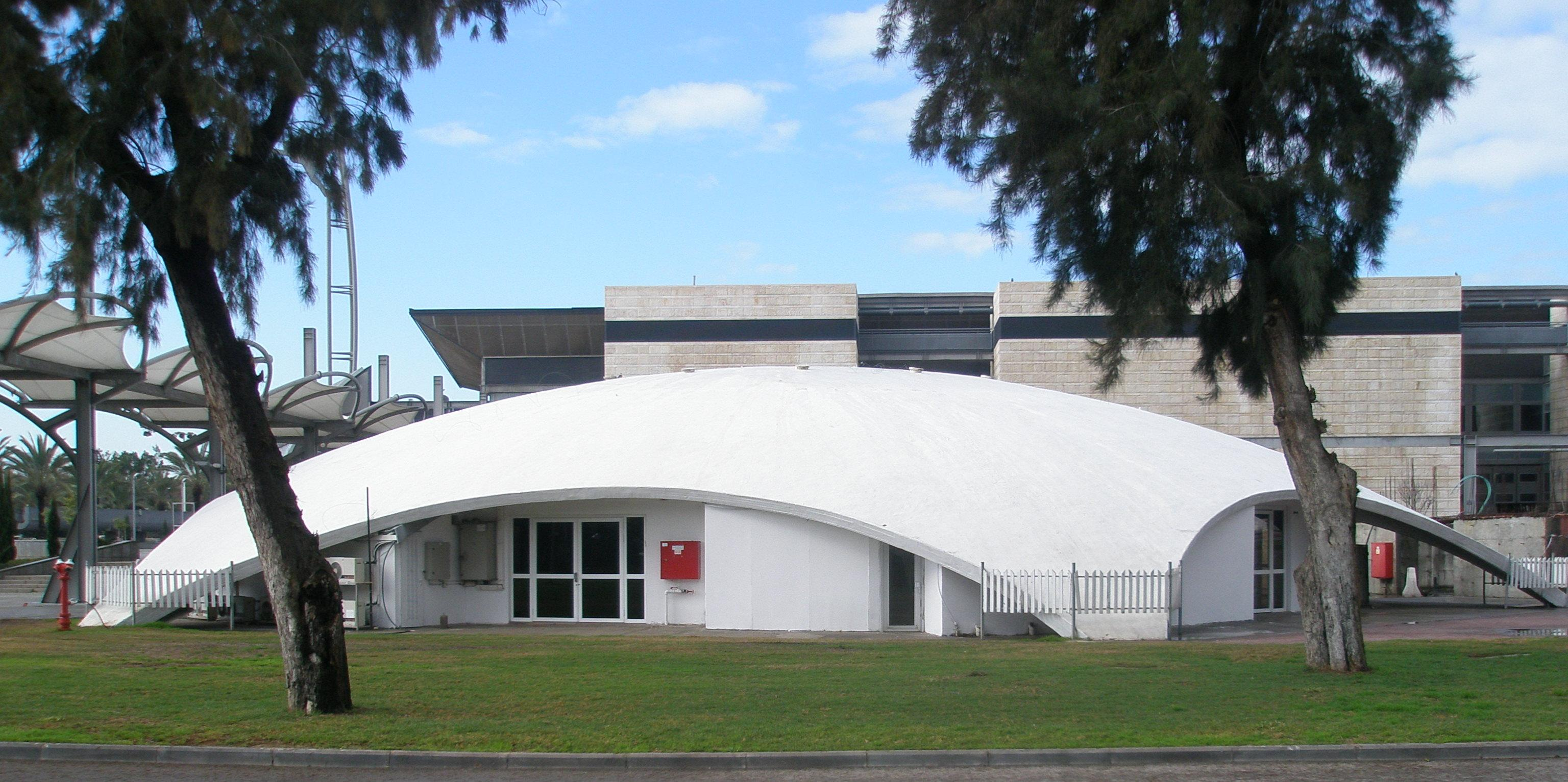
Eine Messehalle

Gegründet wurde das Messezentrum im Jahr 1932 als „Jerid ha-Mizrach“ (Orient-Messe, später als Levante-Messe bekannt). Pro Jahr wird es von bis zu zwei Millionen Besuchern aufgesucht und es finden dort 45 bis 60 Großveranstaltungen statt. Das Messegelände verfügt über zehn Hallen und Pavillons und ein großes Außengelände. Von 14. Mai bis 18. Mai 2019 fand dort der Eurovision Song Contest 2019 statt.